# Francesco Maria Balbi
Francesco Maria Balbi (Genova, 11 gennaio 1671 – Genova, 16 gennaio 1747) fu il 150º doge della Repubblica di Genova e re di Corsica.

## Biografia

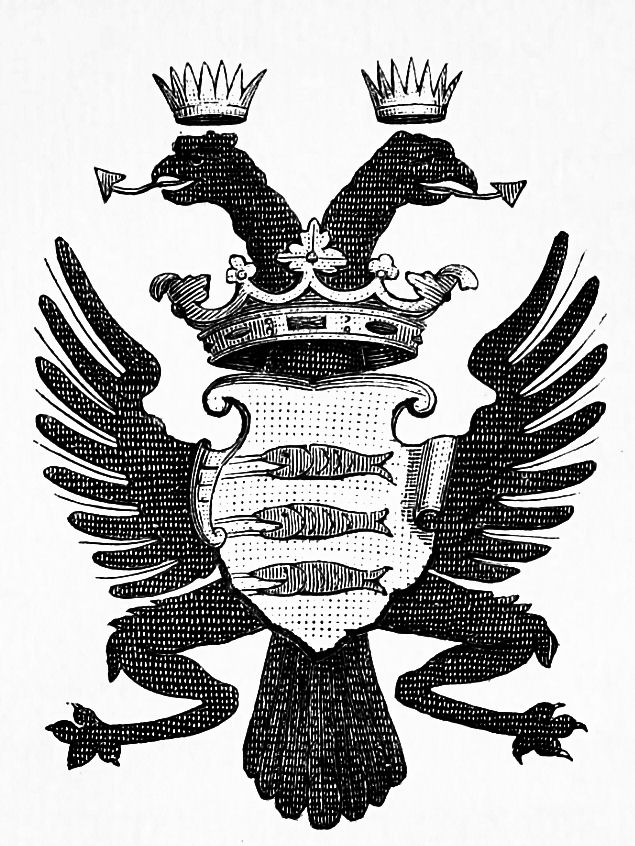
Stemma nobiliare dei Balbi

Nativo di Genova l'11 gennaio 1671, poco più che ventenne Francesco Maria Balbi entrò nella vita pubblica della Repubblica di Genova ricoprendo i suoi primi incarichi in diversi uffici dello stato. All'età di 25 anni fu nominato governatore di Savona (1696), protettore delle Compere di San Giorgio (1705), membro del magistrato del Sale (1706) e padre del Comune nel 1707.
Verso il 1713, al termine della guerra di successione spagnola, fu tra i membri del magistrato di Guerra e l'anno successivo tra i supremi sindacatori; nel 1718 ricoprì ancora incarichi pubblici nel magistrato di Giurisdizione, conservatore della pace e ancora nella magistratura della guerra.
Nella primavera del 1720 Francesco Maria Balbi fu incaricato dal governo genovese del difficile compito di mediatore e ambasciatore straordinario della Repubblica presso il sovrano spagnolo Filippo V. L'ospitalità-rifugio dei genovesi verso il cardinale Giulio Alberoni - espulso dal paese iberico - fu l'ultimo episodio che creò uno stato di aperta ostilità tra lo stato genovese e la corona di Spagna, una situazione di stallo e di scontro che di rimbalzo stava per minare i rapporti diplomatici pure con la Francia di Luigi XV e l'Inghilterra di Giorgio I. Il rifiuto genovese di consegnare alle autorità il cardinale Alberoni causò, inoltre, un richiamo ufficiale da parte della Santa Sede con la bolla papale di Clemente XI.
L'ambasciatore Balbi partì quindi per Madrid, ma una lettera del re spagnolo datata al 22 luglio 1720 ne diffidava il rappresentante genovese a varcare i confini del regno. Ne seguì una costante azione diplomatica da parte del duca Francesco Farnese di Parma che riuscì con la mediazione a far ricevere in Spagna il diplomatico repubblicano. Fu ancora l'intervento di un ministro parmense a rasserenare gli animi dopo un nuovo scontro di rappresentanza tra il sovrano Filippo V e l'ambasciatore Balbi. Solamente nel maggio del 1723, giunti ad una trattativa tra le parti, il diplomatico genovese poté far ritorno a Genova.
Governatore della Repubblica nel 1727, ricoprì per diversi anni l'incarico di addetto agli Affari marittimi (1728-1730; 1732; 1735-1736). L'elezione del Gran Consiglio del 20 gennaio 1730 portò Francesco Maria Balbi alla massima carica dello stato: il centocinquesimo in successione biennale e il centocinquantesimo nella storia repubblicana. In qualità di doge fu investito anche della correlata carica biennale di re di Corsica.
E proprio il suo mandato biennale fu per lo più incentrato - come i suoi predecessori del resto - nel gestire i vari disordini scoppiati nell'isola corsa. Impossibilitato nell'inviare nuove truppe genovesi il doge stesso cercò pure l'aiuto militare dall'imperatore Carlo VI e, nel contempo, promuovendo la nascita di una nuova milizia detta dei "soldati del soldo".
Cessato il dogato dal 20 gennaio 1732, ricoprì ancora diversi impieghi pubblici negli uffici marittimi, tra gli Inquisitori di Stato e revisore dei Calici (1737). Morì a Genova il 16 gennaio 1747 dove fu sepolto nella chiesa di San Gerolamo dei Gesuiti.

## Vita privata
Dal matrimonio con Clerici Durazzo ebbe otto figli, di cui due entrarono nella Compagnia del Gesù e due furono nominati Cavalieri dell'Ordine di Malta.
Anche suo fratello Costantino Balbi ricoprì la carica di doge genovese nel biennio 1738-1740.